# Martin Jacobson
Martin Jacobson (n. 30 iunie 1987) este un jucător profesionist de poker, născut în Stockholm, Suedia și stabilit în prezent în Londra, Regatul Unit. În 2014⁠(d), a câștigat premiul mare de 10.000.000 dolari SUA la turneul World Series of Poker⁠(d) Main Event.
Jacobson a urmat cursuri de culinărie înainte de cariera sa de poker. Primele rezultate de la jocurile profesionale de poker au venit în 2008, când Martin a luat locul trei la European Poker Tour⁠(d) în Ungaria. În cadrul sezonului 7 al aceluiași turneu, a jucat de trei ori la masa finală, dintre care a ocupat locul doi de două ori: la Vilamoura și Deauville. Același loc l-a ocupat la World Poker Tour⁠(d) în Veneția în 2009. Până în 2014, a câștigat cei mai mulți bani ocupând locul șase la competiția „Big One for One Drop High Rollers” desfășurată în cadrul WSOP 2013⁠(d): 807.000 dolari SUA. În prezent, are 16 încasări la WSOP, 5 dintre care la masa finală.
La WSOP 2014 Main Event, a terminat ziua 1A cu cele mai multe jetoane și a ajuns la masa finală (supranumită November Nine) al optulea după numărul de jetoane. A reușit să adune jetoane, aflându-se de aproape 20 de ori în situație de all-in. A rămas față în față cu norvegianul Felix Stephensen⁠(d), pe care l-a învins în 35 de runde cu 10♥10♦ împotriva A♥9♥, în condițiile în care cărțile de pe masă erau 3♠9♣10♣K♦4♣.
În 2014, încasările sale din turnee live depășeau 14.700.000 dolari SUA. 11.224.000 dolari vin din încasările de la WSOP.
Jacobson este membru al Raising for Effective Giving⁠(d), o comunitate de jucători de poker care donează în scopuri caritabile nu mai puțin din 2% din încasările lor la turnee, respectiv nu mai puțin de 3% din încasările în jocurile cash de patru ori pe an. În februarie 2015, el a fost numit Jucătorul anului de către publicația suedeză Poker.se. Acest titlu a mai fost oferit și altor jucători suedezi de talie internațională, printre care Viktor Blom, Chris Bjorin și Robin Ylitalo.
În decembrie 2017, Jacobson a devenit „ambasador” al mărcii comerciale 888poker.
| An      | Turneu                              | Premiul mare (dolari SUA) |
| ------- | ----------------------------------- | ------------------------- |
| 2014⁠(d) | $10,000 No Limit Hold'em Main Event | $10,000,000               |